# Hesperos

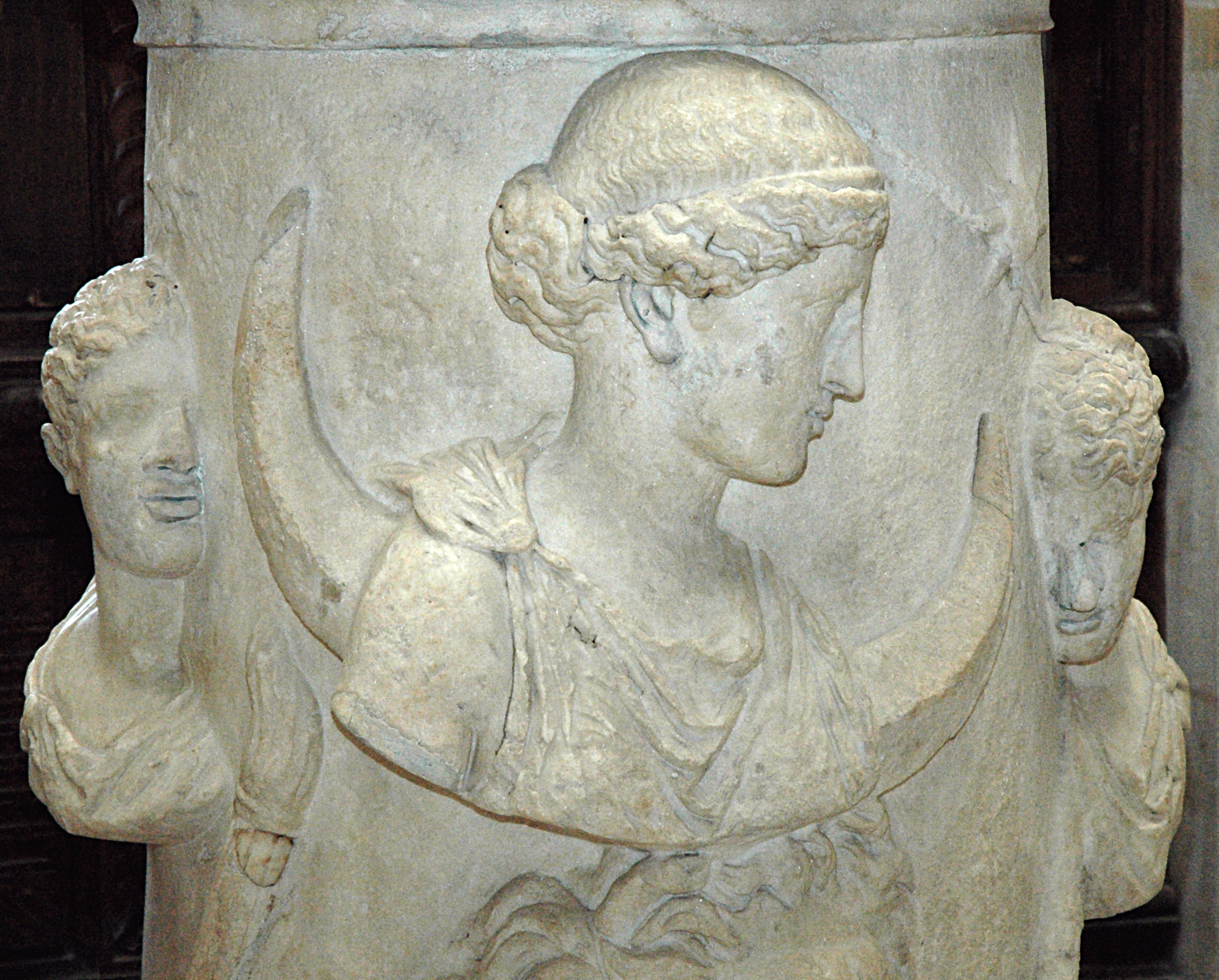
Fosforos, Selene i Hesperos, marmurowy ołtarz z II wieku, Luwr, Paryż

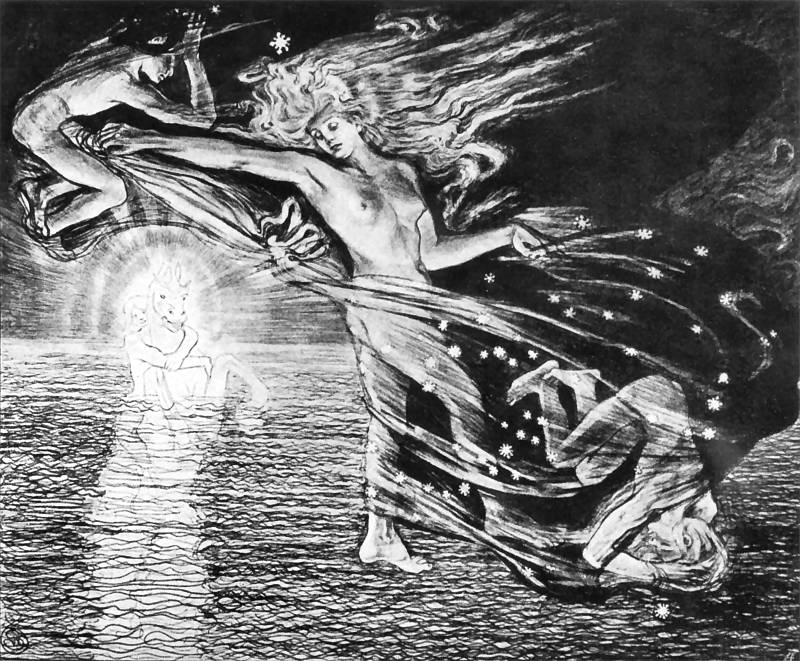
Stanisław Wyspiański: Jutrzenka, Fosforos, Hesperos, Helios, rysunek ołówkiem do Iliady, Muzeum Narodowe w Warszawie

Hesperos (Hesper, Hesperus, Gwiazda Wieczorna; stgr. Ἓσπερος Esperos ‘wieczorny’, łac. Vesper, Vesperus ‘wieczorny’) – w mitologii greckiej bóg i uosobienie Gwiazdy Wieczornej (planety Wenus).
Był bóstwem związanym z kultem ciał niebieskich (astrolatrią). Uosabiał planetę Wenus, gdy była widoczna nad horyzontem po zachodzie Słońca.
Uchodził za syna Eos i tytana Astrajosa (lub Kefalosa) albo Atlasa (lub był bratem Atlasa). Nie odgrywał większej roli w greckim panteonie.
Pierwotnie Fosforos i Hesperos byli uważani za odrębne postacie, natomiast w późniejszym czasie – za jedno bóstwo.
W starożytnej Grecji imieniem boga nazywano planetę Wenus, gdy była widoczna nad horyzontem po zachodzie Słońca. Od słowa Hesperos pochodzi łacińska nazwa rodzaju roślin z rodziny kapustowatych – Hesperis (wieczornik).